# Michael Glowatzky
Michael Glowatzky (ur. 1 lipca 1960) – niemiecki piłkarz występujący na pozycji pomocnika. Reprezentant NRD.

## Kariera klubowa
Glowatzky karierę rozpoczynał w sezonie 1979/1980 w zespole Sachsenring Zwickau, grającym w pierwszej lidze NRD. Jego barwy reprezentował przez cztery sezony, a potem odszedł do innego pierwszoligowca, FC Karl-Marx-Stadt. Zadebiutował tam 13 sierpnia 1983 w wygranym 4:0 meczu z 1. FC Union Berlin. W FC Karl-Marx-Stadt występował przez pięć sezonów. W 1988 roku wrócił do Sachsenring. W sezonie 1988/1989 spadł z nim do drugiej ligi. Wówczas klub zmienił nazwę na FSV Zwickau.
Pod koniec 1989 roku Glowatzky przeszedł do zachodnioniemieckiego SpVgg Bayreuth, grającego w 2. Bundeslidze. Zadebiutował w niej 9 grudnia 1989 w przegranym 0:2 spotkaniu z Herthą BSC. W sezonie 1989/1990 wraz z Bayreuth spadł do Oberligi. W 1991 roku przeniósł się do zespołu 1. FC Schweinfurt 05, gdzie w 1994 roku zakończył karierę.

## Kariera reprezentacyjna
W reprezentacji NRD Glowatzky zadebiutował 12 września 1984 w wygranym 1:0 towarzyskim meczu z Grecją. 20 października 1984 w przegranym 2:3 pojedynku eliminacji Mistrzostw Świata 1986 z Jugosławią strzelił swojego jedynego gola w kadrze. W latach 1984–1986 w drużynie narodowej rozegrał 9 spotkań.